# Paraxerus
Paraxerus là một chi động vật có vú trong họ Sóc, bộ Gặm nhấm. Chi này được Forsyth Major miêu tả năm 1893. Loài điển hình của chi này là Sciurus cepapi A. Smith, 1836.

## Các loài
Chi này gồm các loài:
- Paraxerus alexandri (Thomas and Wroughton, 1907) - écureuil d'Alexandre
- Paraxerus boehmi (Reichenow, 1886) - écureuil des bois de Boehm
- Paraxerus cepapi (A. Smith, 1836)
- Paraxerus cooperi Hayman, 1950
- Paraxerus flavovittis (Peters, 1852)
- Paraxerus lucifer (Thomas, 1897)
- Paraxerus ochraceus (Huet, 1880)
- Paraxerus palliatus (Peters, 1852)
- Paraxerus poensis (A. Smith, 1830) - écureuil du Fernando Po
- Paraxerus vexillarius (Kershaw, 1923)
- Paraxerus vincenti Hayman, 1950